# Liste des ducs de Poméranie

Armoiries de la maison de Poméranie.

Armoiries de la Poméranie orientale.

Cet article dresse la liste des souverains ayant régné sur le territoire de la Poméranie au sens large comprenant l'ancien duché de Poméranie, l'ultérieure province de Poméranie au sein de l'État de Prusse, mais aussi la Poméranie orientale (Pomérélie) faisant partie du royaume polonais des Piast, ainsi que la principauté de Rügen.

## Historiographie
Les premiers seigneurs des Poméraniniens, une tribu des Slaves occidentaux (« Wendes ») qui depuis le début du VIIe siècle s'est installée sur la côte Baltique, sont largement méconnus. Dans la seconde partie du Xe siècle, la Poméranie devient une région du premier État de Pologne (Civitas Schinesghe) sous le règne des Piast ; néanmoins, la suzeraineté polonaise n'était pas stable. Vers l'an 1046, un certain prince Siemomysł de Poméranie (Zemuzil) est mentionné dans les annales de l’abbaye de Niederaltaich en Bavière ; la chronique de Gallus Anonymus de 1113 citait plusieurs princes poméraniens.
À cette époque, les peuples païens subiraient une pression de la part de leurs voisins chrétiens : le Danemark, le Saint-Empire romain et la Pologne. À la suite de plusieurs campagnes militaires de 1116 à 1121, le duc polonais Boleslas III Bouche-Torse conquit le territoire des Poméraniens.
Peu après, la partie occidentale gouvernée par la maison de Poméranie (les Griffon) se sépare à nouveau de la suzeraineté polonaise. Résidant à Demmin et à Szczecin (Stettin), ils se lancent à l'attaque pour gagner successivement les zones des Lutici à l'ouest. Au cours de la colonisation germanique, en 1164, les ducs devinrent les vassaux de Henri le Lion, duc de Saxe ; en 1181, ils reçurent le duché de Poméranie en tant que fief immédiate des mains de l'empereur Frédéric Barberousse. Les domaines de Sławno et de Słupsk en poméranie ultérieure furent gouvernés par une branche collatérale des Griffon, le descendants du duc Racibor Ier, jusqu'en 1227.
Les ducs de Poméranie sont continuellement menacés des attaques de la part des margraves de Brandebourg ; néanmoins, ils furent en mesure d'acquérir la principauté de Rügen, les pays de Sławno et de Słupsk, ainsi que Bytów et Lębork à l'est. Leur duché fut divisé plusieurs fois, principalement entre les lignes résidant à Stettin et à Wolgast. La maison des Griffon s'éteint en 1637, avec le décès de son ultime représentant, le duc Bogusław XIV. Après la guerre de Trente Ans, ses domaines furent répartis entre l'empire de Suède et l'État de Brandebourg-Prusse.
Contrairement à celle-ci, la Poméranie orientale située à l'embouchure de la Vistule resta sous la suprématie de la Pologne. Les souverains résidant à Gdańsk (Dantzig), descendants du duc Subisław Ier, exerçaient les fonctions des gouverneurs ; toutefois, en 1210, ils ont dû prêter le serment général de fidélité au roi Valdemar II de Danemark. Après la bataille de Bornhöved et l'assassinat du souverain polonais Lech le Blanc en 1227, ils sont devenus indépendants. La ligne s'éteint avec la mort du duc Mestwin II en 1294 ; en 1309, par l'accord de Soldin, la plupart de ses domaines passa à l'Ordre Teutonique et retourna en tant que la « Prusse royale » à la Pologne par le traité de Thorn en 1466.

## Duché de Poméranie (orientale)
- v.995 conquis par Mieszko Ier
- à partir du XIe siècle gouverné par une dynastie locale

- v.1046 Siemomysł de Poméranie  (Zemuzil)
- 1106 Świętobór de Poméranie
- 1109, 1113-1121 Świętopełk de Poméranie
- 1155-1178 Subisław Ier de Poméranie
- 1178-1207 Sambor Ier de Poméranie
- 1207-1220 Mestwin Ier de Poméranie (aussi appelé  Mściwoj ou Mszczuj)
- 1220-1271 division en duchés:
  - Gdańsk
  - Białogarda
  - Lubiszewo
  - Świecie (voir ci-dessous)
- 1260-1266 Świętopełk II de Poméranie (Świętopełk II le Grand)
- 1271-1294 Mestwin II de Poméranie (aussi appelé Mściwoj II ou Mszczuj II)
- 1294-1296 Przemysl II (duc et roi de Pologne)
- 1296-1299 Ladislas Ier le Bref (duc de Cujavie)
- 1299-1305 Venceslas II de Bohême (roi de Bohême et de Pologne)
- 1305-1306 Venceslas III de Bohême (roi de Bohême et de Pologne)
- 1306-1309 Ladislas Ier le Bref (duc de Pologne)
- 1309-1454 annexé à l'État de l’Ordre Teutonique
- 1454-1466 guerre de 13 ans entre la Pologne et l’Ordre teutonique
- 1466-1772 Voïvodie de Poméranie (voïvodie du royaume de Pologne)
- 1772-1919 Prusse-Occidentale (Westpreussen, région du royaume de Prusse)

### Duché de Białogarda / Belgard
- 1215/1229-1257 Racibor
- à partir de 1257, en Poméranie orientale

### Duché de Gdańsk / Danzig
- jusqu’en 1215, en Poméranie orientale
- 1215-1266 Świętopełk II de Poméranie (Świętopełk II le Grand)
- 1266-1271 Warcisław II de Gdańsk
- à partir de 1271, en Poméranie orientale

### Duché de Lubiszewo
- 1178-1200/1207 Grzymisław
- 1215/1228-1266/1278 Sambor II de Poméranie
- à partir de 1266/1278, en Poméranie orientale

### Duché de Świecie / Schwetz
- jusqu’en 1178, en Poméranie orientale
- 1178-1200/1207 Grzymisław
- 1215/1223-1229/1230 Warcisław Ier de Świecie
- 1229-1255/1266 Świętopełk II de Poméranie
- 1255/1266-1271 Mestwin II de Poméranie
- à partir de 1271, en Poméranie orientale

## Duché de Poméranie centrale ou duché de Sławno
- ?-1156 Racibor Ier (à partir de 1147/1148 également duc de Poméranie occidentale)
- jusqu’en 1190, en Poméranie occidentale
- vers 1190-1223 Bogusław III de Poméranie
- vers 1223-1238 Racibor II de Poméranie
- 1238-1316 en Poméranie orientale
- à partir de 1316, en tant que duché de Słupsk, incorporé dans le duché de Wolgast (Poméranie occidentale)

## Duché de Poméranie occidentale
- 1121 Świętopełk de Poméranie ?
- 1121-1147/8 Warcisław Ier de Poméranie
- 1147/8-1156 Racibor Ier
- 1156-1180 Bogusław Ier de Poméranie et  Casimir Ier de Poméranie
- 1180-1187 Bogusław Ier de Poméranie
- 1187-1220 Bogusław II de Poméranie et Casimir II de Poméranie

Après 1202, le duché se subdivise en duchés plus petits, qui se réunissent à certaines époques.
- 1264-1278 Barnim Ier le Bon
- 1278-1295 Barnim II de Poméranie, Otto Ier de Poméranie et Bogusław IV de Poméranie
- 1478-1523 Bogusław X de Poméranie
- 1523-1531 Georges Ier de Poméranie et Barnim IX coprinces de Poméranie
- 1625-1637 Bogusław XIV de Poméranie
- à partir de 1637, la plus grande partie de la Poméranie occidentale (avec Stettin) devient suédoise
- 1637-1657 les districts de Lauenburg et de Bütow, germanophones, restent en Pologne, le reste va au Brandebourg. Ils sont annexés en 1657 au Brandebourg
- à partir de 1648, la partie orientale de la Poméranie va au Brandebourg
- en 1720, le Brandebourg (Prusse) annexe la Poméranie suédoise (avec Stettin)
- en 1815, la Suède rend son morceau de Poméranie au Danemark, qui le cède à la Prusse
- 1870-1919 la Poméranie, région de la Prusse, fait partie de l’Empire allemand

### Duché de Szczecin / Stettin
- jusqu’en 1160, en Poméranie occidentale
- 1160-1187 Bogusław Ier de Poméranie
- 1156-1180 Bogusław Ier de Poméranie, Casimir Ier de Poméranie
- 1202-1220 Bogusław II de Poméranie
- 1220-1278 Barnim Ier le Bon
- 1278-1295 Barnim II de Poméranie, Otto Ier de Poméranie et Bogusław IV de Poméranie
- 1295-1344 Otto Ier de Poméranie
- 1344-1368 Barnim III le Grand
- 1368-1372 Casimir III de Poméranie
- 1372-1404 Świętobór Ier de Poméranie et  Bogusław VII de Poméranie
- 1404-1413 Świętobór Ier de Poméranie
- 1413-1428 Otto II de Poméranie et Casimir V de Poméranie
- 1428-1435 Casimir V de Poméranie
- 1435-1451 Joachim Ier le Jeune
- 1451-1464 Otto III de Poméranie
- 1464-1474 Éric II de Poméranie
- 1474-1523 Bogusław X de Poméranie
- 1523-1531 Jerzy Ier de Poméranie et  Barnim IX de Poméranie
- 1531-1569 Barnim IX de Poméranie
- 1569-1600 Jean-Frédéric de Poméranie
- 1600-1603 Barnim X de Poméranie
- 1603-1606 Bogusław XIII de Poméranie
- 1606-1618 Philippe II de Poméranie
- 1618-1620 François Ier de Poméranie
- 1620-1625 Bogusław XIV de Poméranie
- à partir de 1625, en Poméranie occidentale

### Duché de Wolgast
- jusqu’en 1295, en Poméranie occidentale
- 1295-1309 Bogusław IV de Poméranie
- 1309-1326 Warcisław IV de Poméranie
- 1326-1365 Bogusław V de Poméranie, Warcisław V de Poméranie et Barnim IV de Poméranie
- 1365-1368 Bogusław V de Poméranie et Warcisław V de Poméranie
- 1368-1376 Bogusław VI de Poméranie et Warcisław VI de Poméranie
- 1376-1393 Bogusław VI de Poméranie
- 1393-1394 Warcisław VI de Poméranie
- 1394-1405 Barnim VI de Poméranie
- 1405-1451 Warcisław IX de Poméranie et Barnim VII de Poméranie;
- 1451-1457 Warcisław IX de Poméranie seul,
- 1457-1474 Éric II de Poméranie
- 1474-1478 Warcisław X de Poméranie
- 1478-1523 Bogusław X de Poméranie
- 1523-1531 Barnim IX de Poméranie et Jerzy Ier de Poméranie
- 1532-1560 Philippe Ier de Poméranie
- 1567-1569 Bogusław XIII de Poméranie, Ernest-Louis de Poméranie, Jean-Frédéric de Poméranie et Barnim X de Poméranie
- 1569-1592 Ernest-Louis de Poméranie
- 1592-1625 Philippe-Julius de Poméranie
- à partir de 1625, en Poméranie occidentale

### Duché de Barth
- jusqu’en 1376, dans le duché de Wolgast
- 1376-1394 Warcisław VI de Poméranie
- 1394-1415 Warcisław VIII de Poméranie
- 1415-1451 Barnim VIII de Poméranie
- 1451-1457 Warcisław IX de Poméranie
- 1457-1478 Warcisław X de Poméranie
- 1478-1531 en Poméranie occidentale
- 1531-1569 dans le duché de Wolgast
- 1569-1603 Bogusław XIII de Poméranie
- à partir de 1603, dans le duché de Szczecin

### Duché de Darłowo / Rügenwalde
- jusqu’en 1569, dans le duché de Szczecin
- 1569-1603 Barnim X de Poméranie
- 1603-1606 Bogusław XIII de Poméranie
- 1606-1617 Jerzy II de Poméranie et Bogusław XIV de Poméranie
- 1617-1620 Bogusław XIV de Poméranie
- à partir de 1569, dans le duché de Szczecin

### Princes-évêques luthériens de Kamień / Cammin
- 1557-1574 : Jean-Frédéric de Poméranie
- 1574-1602 : Casimir VI (IX)
- 1602-1618 : François de Poméranie
- 1618-1622 : Ulrich de Poméranie
- 1600-1637 : Bogusław XIV de Poméranie
- 1637-1650 : Ernest Bogislaw de Croÿ
- Annexion par le Brandebourg

### Duché de Demmin
- jusqu’en 1160, dans le duché de Poméranie
- 1160-1180 Casimir Ier de Poméranie
- 1202-1219/20 Casimir II de Poméranie
- 1219/20-1264 Warcisław III de Poméranie
- à partir de 1264, dans le duché de Szczecin

### Duché de Słupsk / Stolp
- jusqu’en 1190, en Poméranie occidentale
- 1190-1316 duché de Sławno (partie du duché de Poméranie centrale)
- 1316-1368 partie du duché de Wolgast
- 1368-1373 Bogusław V de Poméranie
- 1374-1377 Casimir IV de Poméranie
- 1377-1395 Warcisław VII de Poméranie
- 1395-1402 Bogusław VIII de Poméranie et Barnim V de Poméranie
- 1402-1403 Barnim V de Poméranie
- 1403-1418 Bogusław VIII de Poméranie
- 1418-1446 Bogusław IX de Poméranie
- 1449-1459 Éric Ier de Poméranie
- à partir de 1459, dans le duché de Wolgast

### Duché de Stargard
- jusqu’en 1377, dans le duché de Słupsk/Stolp
- 1377-1402 Bogusław VIII de Poméranie et Barnim V de Poméranie
- 1402-1418 Bogusław VIII de Poméranie
- 1418-1446 Bogusław IX de Poméranie
- 1449-1459 Éric Ier de Poméranie
- à partir de 1459, dans le duché de Wolgast

## Principauté de Rügen
- 1168-1325 fief du Danemark avec des souverains locaux
- 1162-1170/1181 Tezlaw de Rügen
- 1170/1181-1217 Jaromar Ier de Rügen
- 1218-1221 Barnut de Rügen
- 1221-1249 Wislaw Ier de Rügen
- 1249-1260 Jaromar II de Rügen
- 1260-1302 Wislaw II de Rügen
- 1302-1304 : Wislaw III de Rügen et Sambor de Rügen
- 1304-1325 Wislaw III de Rügen

À partir de 1325, duché de Wolgast-Rügen ou de Rügen-Barth :
- 1325-1326 Warcisław IV de Poméranie
- 1326-1368 Bogusław V de Poméranie, Warcisław V de Poméranie, Barnim IV de Poméranie
- 1368-1376 Warcisław VI de Poméranie, Bogusław VI de Poméranie
- 1376-1394 Warcisław VI de Poméranie
- 1394-1415 Warcisław VIII de Poméranie
- 1415-1432/6 Świętobor II / Swantibor (IV)
- 1432/6-1451 Barnim VIII de Poméranie
- 1451-1457 Warcisław IX de Poméranie
- 1457-1478 Warcisław X de Poméranie

- à partir de 1474, dans le duché de Wolgast
- à partir de 1478, dans le duché de Poméranie

## Mise en garde
De nombreuses dates sont approximatives.